# Gare de Llanrwst
La gare de Llanrwst (en anglais Llanrwst railway station), est une gare de la ligne Conwy Valley (en). Elle est située, sur la Denbigh Street, près du centre de la ville de Llanrwst au pays de Galles. 
Elle est en correspondance avec la gare routière locale située Watling Street.

## Situation ferroviaire
La gare de Llanrwst est située sur la ligne Conwy Valley (en), à voie unique, entre les gares de North Llanrwst (en), en direction de Llandudno (en), et de Betws-y-Coed (en), en direction de Blaenau Ffestiniog North (en).

## Histoire

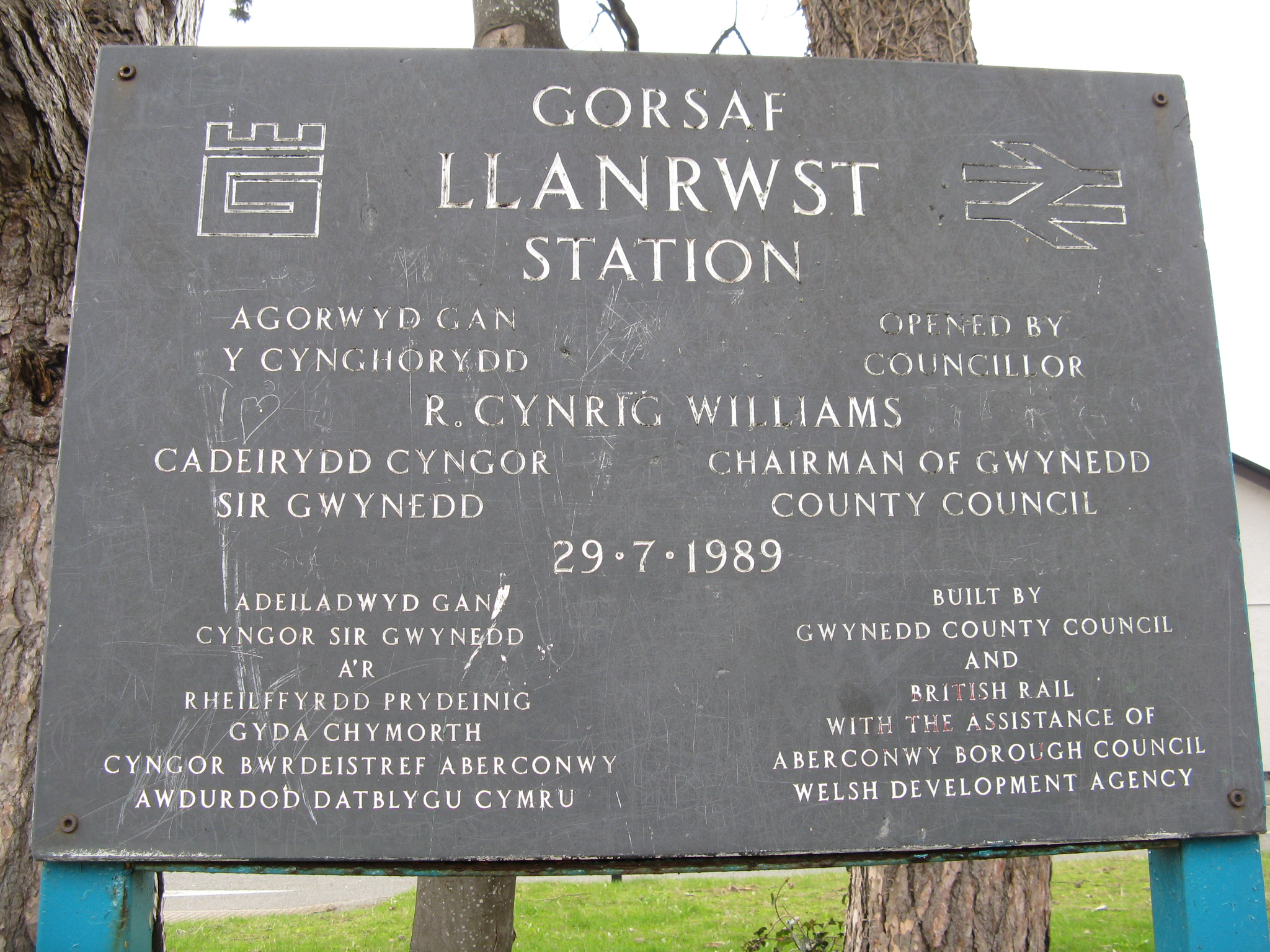
Panneau rappelant la mise en service de la gare.

Elle est mise en service le 29 juillet 1989.
Depuis 2021, l'exploitant de la ligne est Transport for Wales Rail (en).